# Atherigona dorsovittata
Atherigona dorsovittata este o specie de muște din genul Atherigona, familia Muscidae, descrisă de Malloch în anul 1928. Conform Catalogue of Life specia Atherigona dorsovittata nu are subspecii cunoscute.